# Homes de Negre
|  | Per a la pel·lícula, vegeu Homes de Negre (pel·lícula de 1997). |

Representació estilitzada d'un Home de Negre

Els Homes de Negre (de l'anglès Men in Black) serien, segons la tradició contemporània més popular i l'especulació d'alguns creients en el fenomen extraterrestre, presumptes agents secrets governamentals o extragovernamentals encarregats d'ajudar a ocultar una hipotètica presència extraterrestre a la Terra. De vegades hom dona a entendre que els extraterrestres poden ser ells mateixos. El terme també es fa servir per descriure homes misteriosos que treballen per a organitzacions desconegudes, i també les diferents branques del govern, suposadament amb l'objectiu de protegir secrets d'estat o realitzar altres activitats estranyes.
També s'anomenen informalment "Homes de Negre" als tècnics econòmics de la zona euro que s'ocupen de dirigir i controlar les finances dels Estats membres que han estat rescatats amb fons europeus des de l'any 2010. Es tracta d'equips d'especialistes que treballen activament en la gestió i control efectiu de les finances i balanços pressupostaris d'aquests països, però sempre en un segon terme i amb molta discreció, sense interferir de manera pública i notoria en les tasques dels respectius governs. Els països rescatats amb fons europeus i, per tant, intervinguts pels "Homes de Negre" de la zona euro a data de juny de 2012 són Grècia, Irlanda, Portugal i Espanya. Aquest darrer rescat s'ha anomenat també "soft bailout" o rescat tou, ja que a priori els Homes de Negre només controlaran les operacions financeres relacionades amb el sistema bancari espanyol. Tanmateix, la UE ja ha advertir que el rescat financer estarà supeditat també al fet que Espanya realitzi les reformes econòmiques a les que s'ha compromès i, per tant, els Homes de Negre de facto controlaran la gestió del govern més enllà de les mesures estrictament bancàries que prengui l'executiu espanyol.